# 布赖地区当皮埃尔
布赖地区当皮埃尔（法語：Dampierre-en-Bray，法語發音：[dɑ̃pjɛʁ ɑ̃ bʁɛ]）是法国诺曼底大区滨海塞纳省的一个市镇，属于迪耶普区。 

## 地理
布赖地区当皮埃尔（49°31'54"N, 1°39'33"E）面积12.82 平方千米，位于法国诺曼底大区滨海塞纳省，布赖地区埃普特河沿岸，迪耶普以南约64千米，D16和D84公路的交界处。 
与布赖地区当皮埃尔接壤的市镇（或旧市镇、城区）包括：布雷蒙捷-梅尔瓦勒、屈圣菲亚克尔、杜多维尔、冈库尔-圣艾蒂安、梅内尔瓦勒。
布赖地区当皮埃尔的时区为UTC+01:00、UTC+02:00（夏令时）。

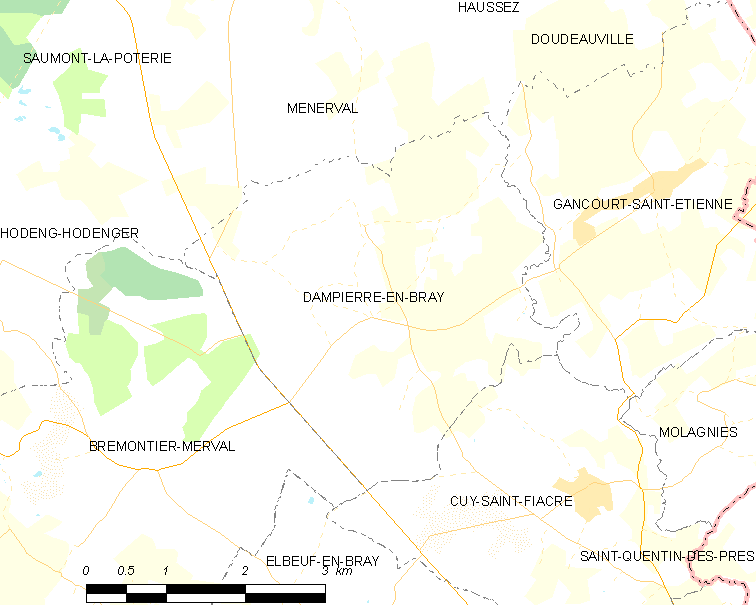
布赖地区当皮埃尔的OSM定位图

## 行政
布赖地区当皮埃尔的邮政编码为76220，INSEE市镇编码为76209。

## 政治
布赖地区当皮埃尔所属的省级选区为布赖地区古尔奈县。

## 人口

1962-2008年间布赖地区当皮埃尔人口变化图示

布赖地区当皮埃尔于2022年1月1日时的人口数量为448人。